# Joseph Schey
Pour les articles homonymes, voir Schey.
Joseph Schey, né Joseph Jean Baptiste Schey à Paris (ancien 1er arrondissement) le 15 janvier 1819 et mort à Paris 11e le 4 septembre 1876, est un comédien français.

## Biographie
Il débute dans la tragédie, sous le pseudonyme de Joseph. Il fait alors partie de la troupe de la célèbre tragédienne Rachel Félix, dite Rachel, et interprète surtout, sans grand succès, des rôles de confidents. Il se fait ensuite connaître dans des rôles comiques au Théâtre du Vaudeville et au Théâtre de la Porte-Saint-Martin. En 1851, il crée les rôles du cousin Bobin dans Un chapeau de paille d'Italie et de Corydon dans En manches de chemise d'Eugène Labiche. 
En 1857, il rencontre un vif succès dans Les Chevaliers du brouillard d'Adolphe d'Ennery et Paul Bourget.
En 1875, il crée le rôle du pharmacien Bigouret dans Les Trente Millions de Gladiator de Labiche.
Il est inhumé au cimetière du Père-Lachaise (62e division).